# Nella sua pelle
Nella sua pelle (Dating the Enemy) è un film del 1996 diretto da Megan Simpson Huberman.
La pellicola è liberamente ispirata al romanzo Vice Versa di F. Anstey del 1882.

## Trama
Tania e Mark sono fidanzati da due anni, e tanto è bastato per accorgersi delle loro diversità. Durante un diverbio si dicono che l'uno starebbe volentieri nella pelle dell'altro, grazie ad un sortilegio ciò avviene veramente.

## Riconoscimenti
- Australian Film Institute Awards 1996, nomination per Claudia Karvan (miglior attrice)